# Празька весна-2008
З 12 травня по 4 червня 2008 проходив 63-й Міжнародний музичний фестиваль Празька весна і 60-й Міжнародний конкурс виконавців гри на духових інструментах в категорії гобой і кларнет. На урочистому відкритті фестивалю, учасники за традицією, вшанували пам'ять видатного чеського композитора, диригента і піаніста Бедржиха Сметани.
У 2008 шляхом анонімного прослуховування аудіозаписів до участі в конкурсі були відібрані 57 виконавців у категорії гобой, загалом узяли участь тільки 42. В категорії кларнет було відібрано 62 виконавці, брали участь 56. З країн СНД були відібрані гобоїсти: Філіпп Нодель (Астапенко), Михайло Хакригін, Іван Подйомов, Світлана Устачова, Михайло Журавльов (Російська Федерація), Юрій Хвостов (Україна), Георгій Гвантселадзе — (Грузія). В категорії кларнет від Російської Федерації — Ірина Догуєва, Дмитро Лупачов і Валентин Урюпін. Безсумнівно, велика кількість виконавців була представлена європейським континентом: Австрія, Болгарія, Німеччина, Франція, Іспанія, Ізраїль, Італія, Польща, Росія, Чехія. Слід зазначити, що в останні роки велику зацікавленість до конкурсу проявляють представники Кореї, Японії, Китаю. Вони хоч і не займають лауреатських місць, але досягають значних результатів. У конкурсі брали участь також представники американського континенту й Австралії.
У 2008 на празькому фестивалі з концертними програмами виступили: симфонічний оркестр радіо Бі-бі-сі (ВВС) під керівництвом Їржі Бєлоглавка, симфонічний оркестр Петроградської філармонії під керівництвом Юрія Тімерканова, ряд відомих музикантів світу і лауреатів міжнародних конкурсів: Альфред Брендел, Віталій Берзон, Іван Моравец (фортепіано), Нігел Кеннеді (скрипка), Едіта Груберова (сопрано), Криштоф Есс (валторна) та інші.

## Категорія «гобой»
Склад журі:
- Томас Індермюле — Швейцарія — голова
- Жан-Луї Капецалі — Франція
- Ричард Кіллмер — США
- Клаус Лінбахер — Австрія
- Збинєк Мюллер — Чехія
- Іван Секвардт — Чехія
- Ган д'Вріес — Нідерланди

Третій заключний тур міжнародного конкурсу 2008 проходив у концертному залі «Рудольфін» 13 травня 2008 року в супроводі симфонічного оркестру Плзеньської філармонії, диригент Їржі Малота з конкурсною програмою:
- W. A. Mozart: Koncert pro hoboj a orchestr C dur, KV 314
- Bohuslav Martinů: Koncert pro hoboj a malý orchestr, H 353
- Лавілле Еммануел / Laville Emmanuel — Франція
- Тондре Філіпп / Tondre Philippe — Франція
- Соучек Ян / Souček Jan — Чехія
- Подйомов Іван / Podjomov Ivan — Росія

Результати конкурсу «Празька весна — 2008» в категорії «гобой»:
- 1 місце — Іван Подйомов / Ivan Podyomov — Росія
- 2 місце — Еммануел Лавілле / Emmanuel Laville — Франція
- 3 місце — Ян Соучек / Jan Souček — Чехія,Філіпп Тондре / Philippe Tondre —Франція

Почесний диплом:
- Петар Христов / Petar Hristov — Болгарія
- Вакакі Майу / Wakaki Mayu — Японія
- Тінг-Чао Ю / Yu Ting-Chiao — Тайвань

Премія надації Чеського музичного фонду за найкраще виконання твору,написаного для Міжнародного Музичного Конкурсу «Празька весна — 2008»:
- Вакакі Майу / Wakaki Mayu — Японія

Премія надації Богуслава Мартіну за найкраще виконання Концерту для гобою і малого оркестру:
- Іван Подйомов / Ivan Podyomov — Росія

Премія Густава Малєра найкращому фіналісту всього конкурсу:
- Філіпп Тондре / Philippe Tondre — Франція

## Категорія «кларнет»
Склад журі:
- Їржі Главач / Jiří Hlaváč — Чехія — голова
- Ганс-Христіан Брлін / Hans-Christian Brlin — Норвегія
- Едуард Бруннер / Eduard Brunner — Швейцарія
- Аллесандро Карбонаре / Alessandro Carbonare —Італія
- Мішель Летьек / Michel Lethiec — Франція
- Юйї Мурай / Yuji Murai — Японія
- Вальтер Вітек / Valter Vítek — Чехія

Третій заключний тур Міжнародного конкурсу "Празька весна — 2008 проходив у концертному залі «Рудольфін» 14 травня 2008 року в супроводі Празького камерного оркестру, диригент Ярослав Кизлінк.
Результати конкурсу в категорії «кларнет»:
- лауреат 1 премії — Флорент Шарпент'є — Франція
- лауреат 2 премії — Ірвін Вениш — Чехія
- лауреат 3 премії — Яна Лагодна — Чехія

Почесний диплом:
- Антоніо Дуча — Італія
- Оллі Леппаніемі — Фінляндія
- Сванте Вік — Швеція

Премія надації Чеського музичного фонду за найкраще виконання твору, написаного для Міжнародного Музичного Конкурсу «Празька весна — 2008»:
- Яна Лагодна — Чехія

Премія професора Владіміра Ржиги за найкраще виконання твору:
- Ірвін Вениш — Чехія